# Cuna de Piedra
Cuna de Piedra es el decimotercer álbum solista de la cantante y compositora de rock argentina Fabiana Cantilo. El álbum está inspirado en la música celta, producido y dirigido por Fabiana Cantilo. Se lanzó el 13 de septiembre de 2019 y en 2020 recibió tres nominaciones al premio Gardel como Disco del Año, Mejor Álbum Artista de Rock  y Canción del Año por Luna.

## Producción y lanzamiento
Durante 2018/19 Cantilo compuso y musicalizo las 11 canciones que componen el disco que además fue el primero producido, dirigido y lanzado por ella misma.
Se grabó íntegro en el estudio One Rock Music en CABA. Cantilo anunció el 30 de agosto de 2019 el lanzamiento del primer corte de difusión titulado "Tiro de Gracia", además de que se lanzaron las entradas para la presentación del Disco en la Sala  Roxy el 11 de septiembre.
El disco se lanzó en todas las plataformas digitales el 13 de septiembre de 2019 y en formato físico el 29 de noviembre de 2019.
Recibió en su mayoría buenas críticas y cuenta en la actualidad con una totalidad de aproximadamente 1.700.000 reproducciones en Spotify.
En enero de 2020 se lanzó el segundo videoclip  de difusión de Cuna de Piedra titulado "Ya se que hacer". Para el videoclip de "La Huella" participaron desde sus casas los artistas Marian Pellegrino, Hilda Lizarazu y Natalie Pérez, entre otros, que se lanzó el 3 de junio de 2020 en plena pandemia COVID-19.

## Lista de temas
1. Tiro de Gracia
2. Dinosaurito
3. Ya Sé Que Hacer
4. Circular
5. Luna
6. Cuna de Piedra
7. Hoy Me Acuerdo de Ti
8. Ángel del Amor
9. La Carta
10. Shadows
11. La Huella

## Sencillos y videoclips
| Fecha     | Nombre                 |
| --------- | ---------------------- |
| 30/8/2019 | Tiro de Gracia         |
| 7/4/2021  | Tiro de Gracia (Remix) |

| Fecha      | Nombre          |
| ---------- | --------------- |
| 25/9/2019  | Tiro de Gracia  |
| 31/172020  | Ya se que Hacer |
| 3/6/2020   | La Huella       |
| 19/12/2020 | Ángel del Amor  |
| 25/11/2021 | Shadows         |

## Promoción
Para la promoción del disco Cantilo emprendió una gira nacional e internacional por Argentina, España y festivales como el Lollapalooza de 2020. Algunos de los programas televisivos en los que se promocionó el disco fue Almorzando con Mirtha Legrand, El Fogón, cada Noche o Nunca es Tarde y además realizó conciertos vía streaming durante gran parte del año 2020 con invitados como Mery Granados y Stefi Roitman.
El 19 de septiembre realizó una fecha de promoción el disco en el Teatro Coliseo

## Nominaciones
- Premio Carlos Gardel Disco del Año por "Cuna de Piedra"
- Premio Carlos Gardel Mejor Álbum Artista de Rock por "Cuna de Piedra"
- Premio Carlos Gardel Canción del Año por "Luna"